# Erich Hampel

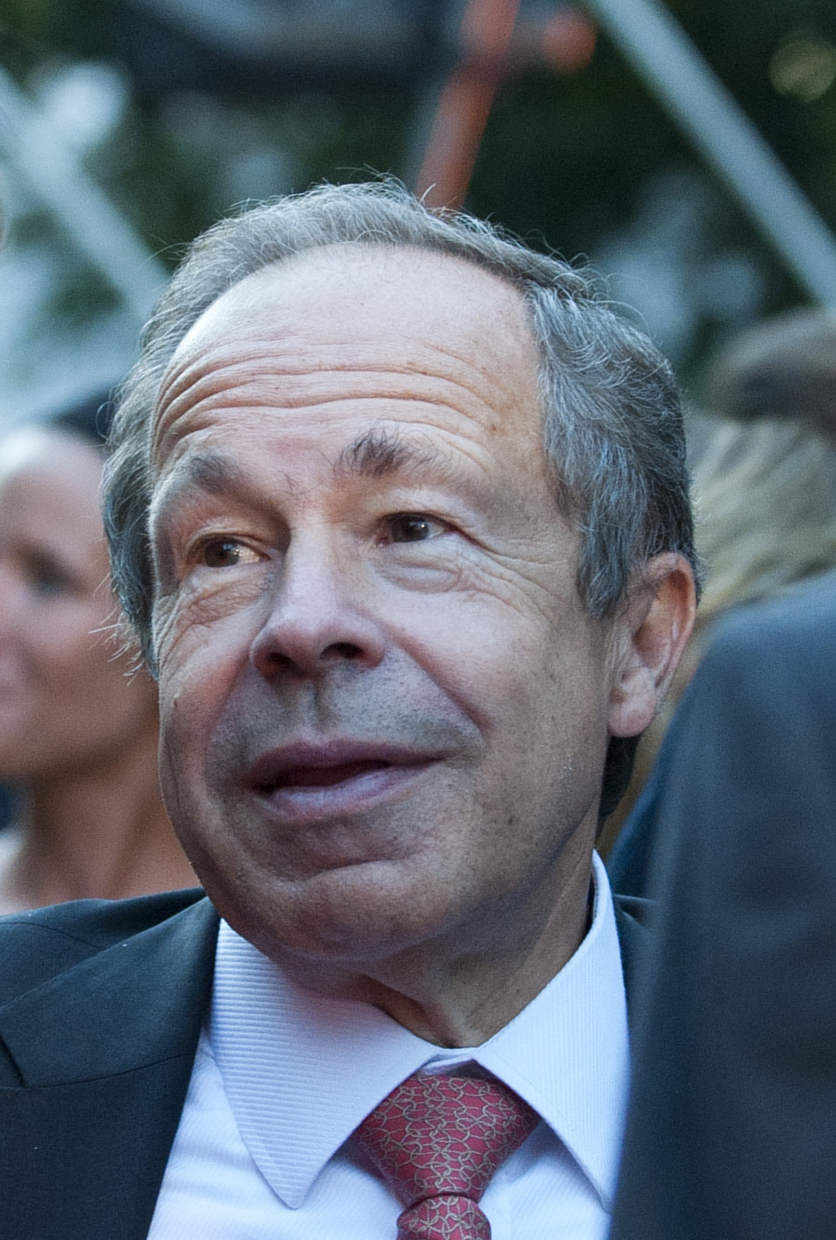
Erich Hampel am Sommerfest der SPÖ 2011

Erich Hampel (* 25. Februar 1951 in Wien) ist ein österreichischer Bankmanager. Er war von 2. November 2011 bis November 2018 Aufsichtsratsvorsitzender der UniCredit Bank Austria AG. Bis 30. September 2009 war er Vorstandsvorsitzender der UniCredit Bank Austria AG und von 1. Oktober 2009 bis 1. November 2011 stellvertretender Aufsichtsratsvorsitzender derselben.

## Leben
Erich Hampel studierte Handelswissenschaften an der Hochschule für Welthandel und promovierte 1975 zum Doktor der Sozial- und Wirtschaftswissenschaften. Seine berufliche Laufbahn begann in der Citibank Austria AG. Er wechselte dann in die PSK-Gruppe, der er ab 1996 als Gouverneur vorstand.
1997 übernahm er die Position des Vorstandsvorsitzenden der Creditanstalt. Dem Vorstand der Bank Austria gehört Hampel seit November 2000 an, er war für das Geschäftsfeld CEE (Zentral- und Osteuropa) – und anschließend für das Risikomanagement zuständig. Im Jänner 2004 wurde er zum Vorsitzenden des Vorstandes der Bank Austria Creditanstalt AG bestellt. Ab 2005 war Hampel außerdem Head of CEE Division der UniCredit Group. Im November 2018 trat er von allen Funktionen innerhalb der Gruppe zurück.
Vom 11. bis 14. Juni 2015 nahm er an der 63. Bilderberg-Konferenz in Telfs-Buchen in Österreich teil.
Erich Hampel ist verheiratet und hat zwei Kinder.

## Auszeichnungen
- 1999: Großes Silbernes Ehrenzeichen für Verdienste um die Republik Österreich[3]

## Aktivitäten in der Wirtschaft sowie Mitgliedschaften
- UniCredit Bank Austria AG – Aufsichtsrat, Vorsitzender
- B & C Holding GmbH – Aufsichtsrat, Vorsitz
- Bausparkasse Wüstenrot AG – Aufsichtsrat
- BWA Beteiligungs- und Verwaltungs-Aktiengesellschaft – Aufsichtsrat
- Donau Chemie AG – Aufsichtsrat
- JSC „ATF Bank“ – Aufsichtsrat, Vorsitz
- Koc Finansal Hizmetler AS – Board of Directors
- ÖRAG Österreichische Realitäten-Aktiengesellschaft – Aufsichtsrat, Vorsitz
- Oesterreichische Nationalbank – Aufsichtsrat
- Österreichisches Verkehrsbüro AG – Aufsichtsrat
- UniCredit Bank Hungary Geschlossene Aktiengesellschaft – Aufsichtsrat, Vorsitzender
- UniCredit Bank Serbia JSC – Aufsichtsrat, Vorsitz
- Zagrebačka banka d.d. – Aufsichtsrat, Vorsitz
- Geschlossene Aktiengesellschaft Unicredit Bank (Russland) – Board of Directors, Vorsitz